# Orophaca argophylla
Orophaca argophylla là một loài thực vật có hoa trong họ Đậu. Loài này được (Torr. & A.Gray) Rydb. mô tả khoa học đầu tiên.